# النشيفة (مدغل الجدعان)

تعديل مصدري - تعديل

النشيفة هي إحدى قرى عزلة مدغل الجدعان بمديرية مدغل الجدعان التابعة لمحافظة مأرب، بلغ تعداد سكانها 382 نسمة حسب تعداد اليمن لعام 2004.